# Holzmarktstraße (Berlin)
Die Holzmarktstraße ist eine Straße in den Berliner Ortsteilen Mitte und Friedrichshain. Sie verläuft in West-Ost-Richtung nördlich parallel der Spree. Nach etwa zwei Dritteln ihrer Länge kreuzt sie die Berliner Stadtbahn.

## Geschichte

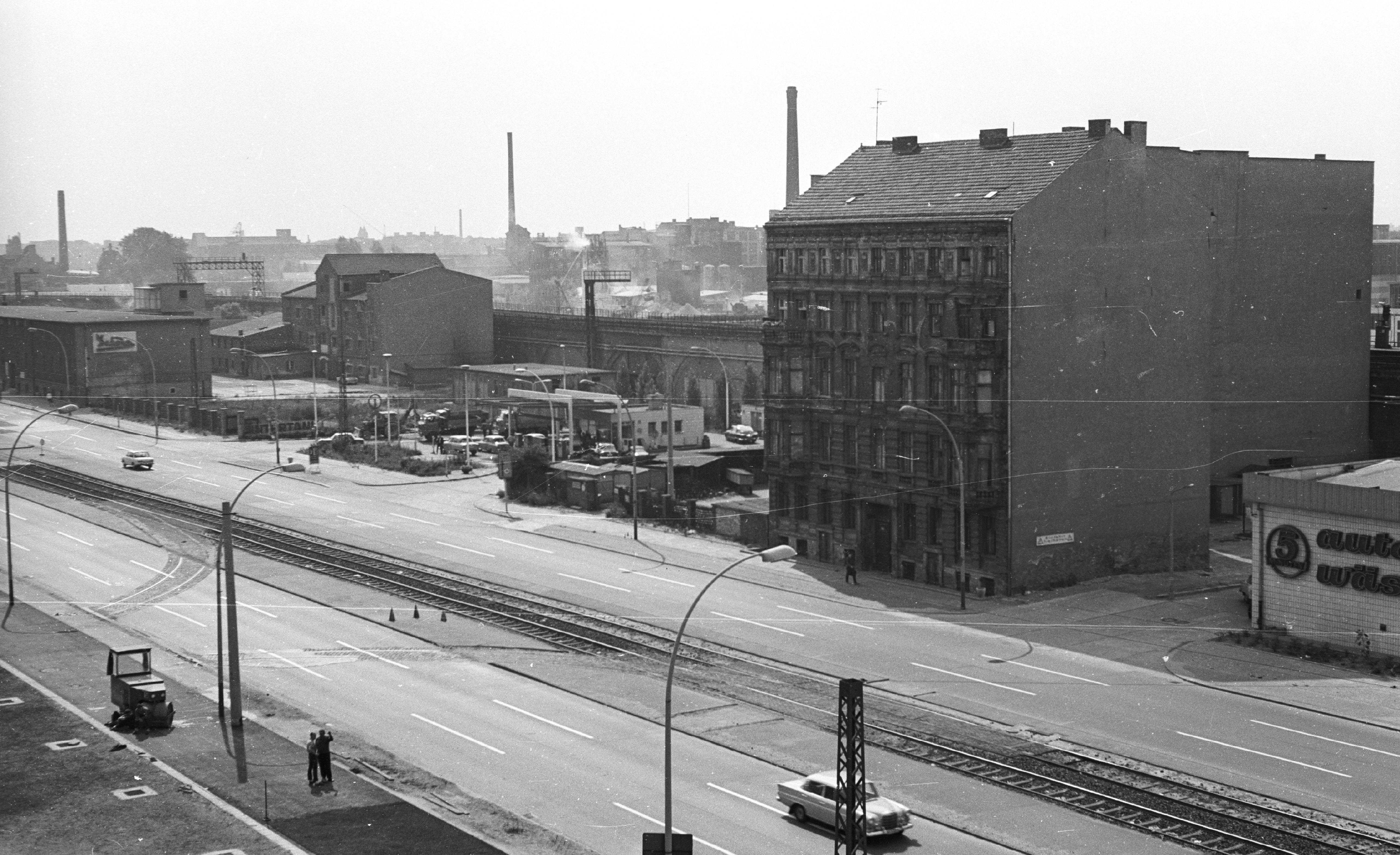
Holzmarktstraße, 1970

Die Straße ist benannt nach dem städtischen Holzplatz, der seit 1685 hier bestand. Am Nordufer der Spree wurde bis ins 19. Jahrhundert Bauholz angelandet und gestapelt. Die Straße war im Mittelalter ein Teil der vom Stralauer Tor zum Dorf Stralau führenden Verbindung. Ursprünglich trug sie nur zwischen  Alexander- und Lichtenberger Straße (vor 1969: Markusstraße) den Namen Holzmarktstraße, bis zur Krautstraße (vor 1860: Krauts-Gasse) hieß sie Holzmarktplatz und im weiteren Verlauf bis zur Andreas- und Koppenstraße Holzstraße bzw. Holzgartenstraße. Am 13. August 1835 erhielten die drei Teilstücke den gemeinsamen Straßennamen. Die Holzmarktstraße wurde erst ab 1850 bebaut.
Im Zweiten Weltkrieg wurden die Gebäude der Straße weitestgehend zerstört. In der DDR-Zeit wurde ab 1969 die Nordseite mit 10- und 18-geschossigen Wohnhäusern bebaut.

## Verlauf

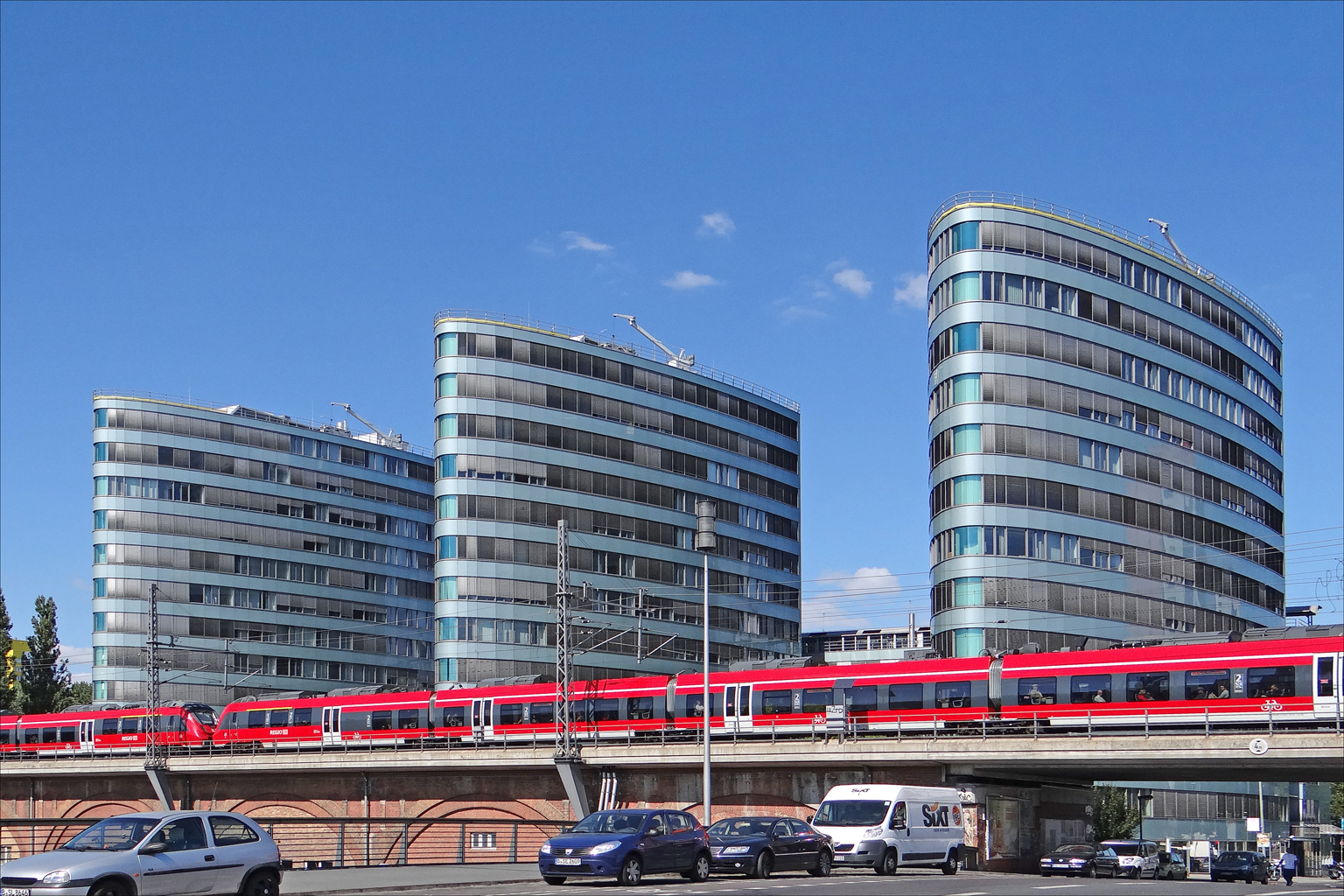
Gebäudekomplex Trias

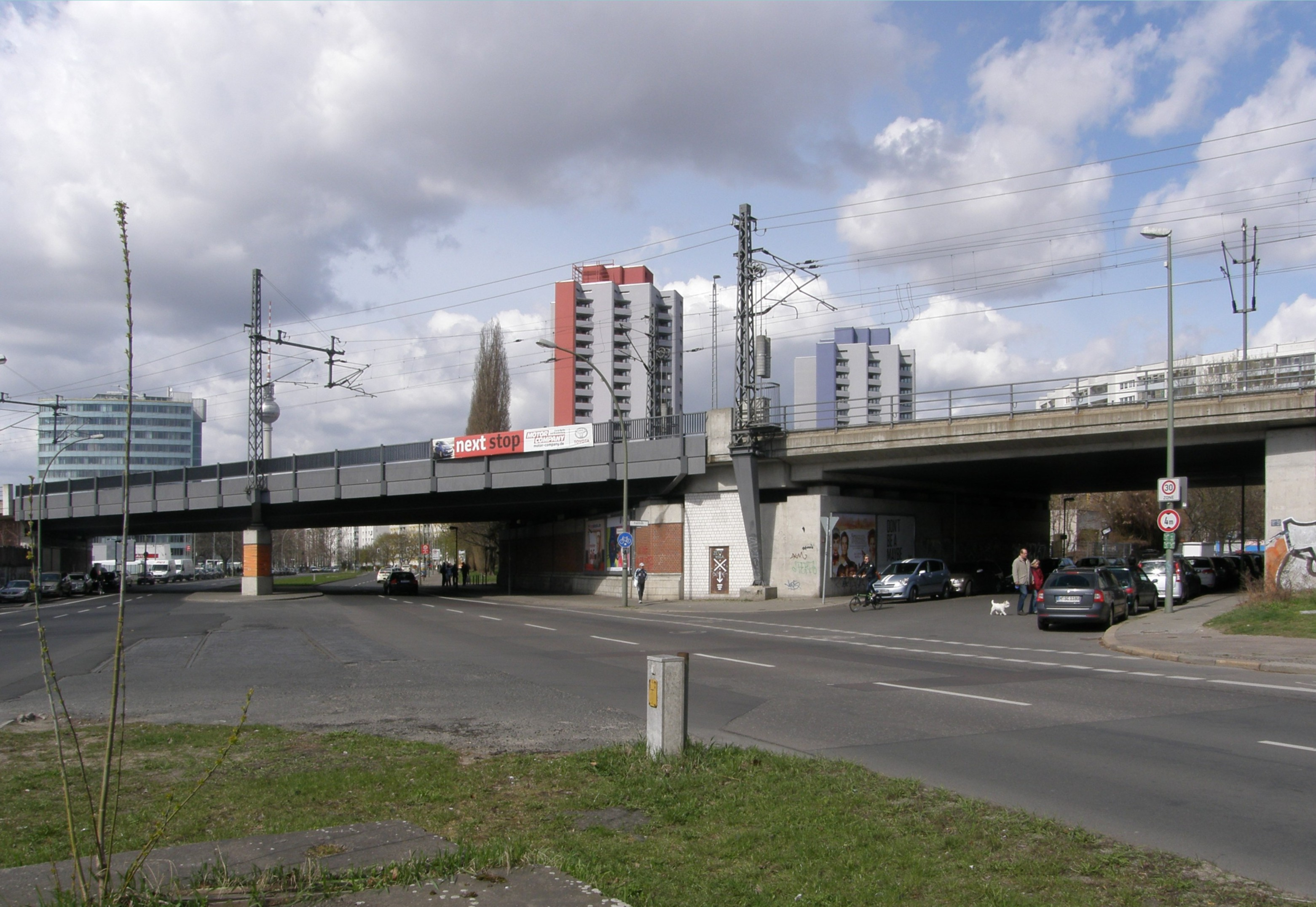
Unterführung Holzmarktstraße / Krautstraße

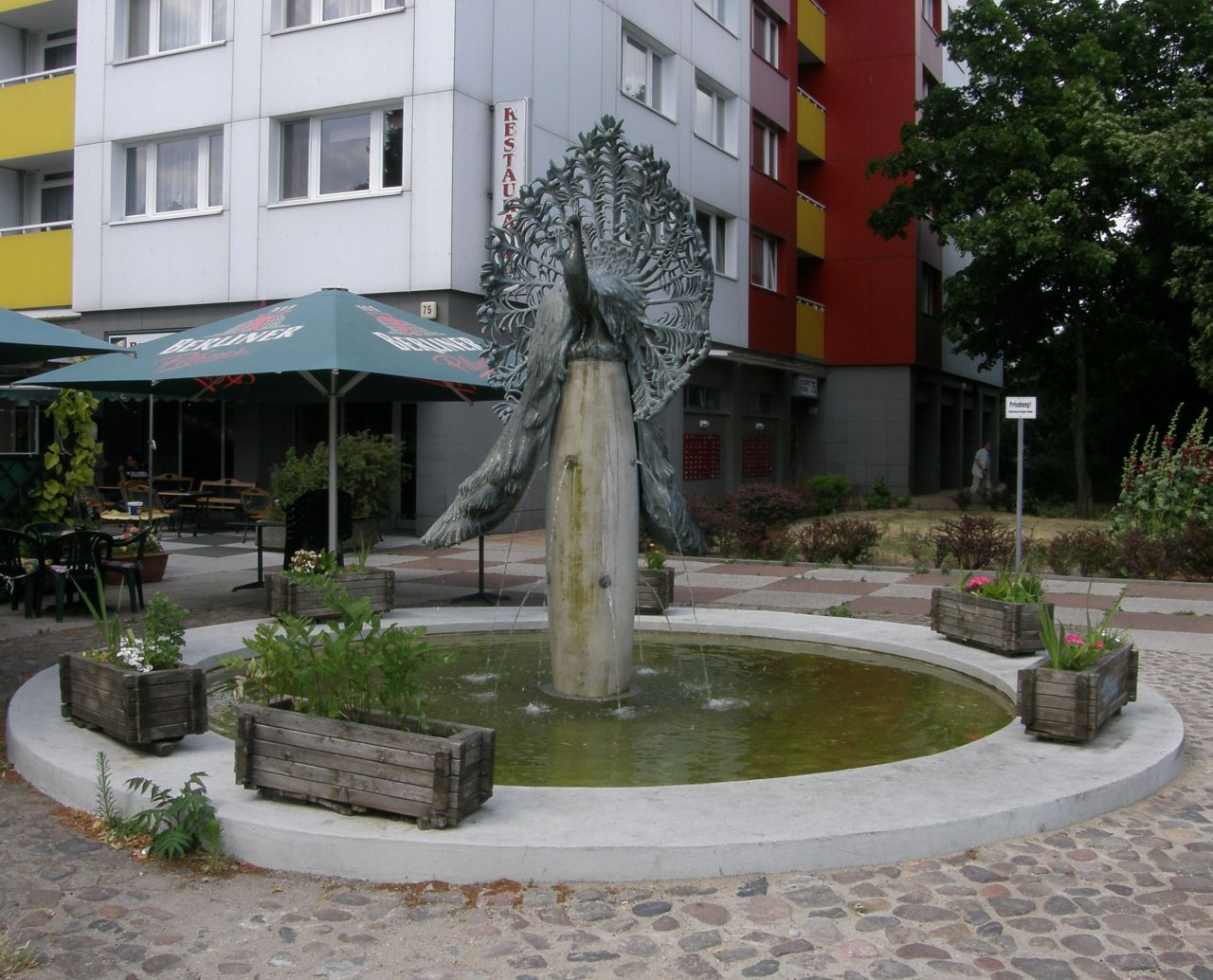
Pfauenbrunnen

Die Grundstücke sind nach der Hufeisennummerierung bezeichnet (Südseite 1–34, Nordseite 36–66, beginnend im Westen an der Alexanderstraße).
- 3–5: hier befanden sich seit 1969 die Autowaschanlage „Waschbär“[4] und eine Tankstelle. Sie wurden 2018 abgerissen,[5] das Gelände lag mehrere Jahre lang brach.
 Bis 2025 soll hier das JaHo Berlin entstehen. Das Ensemble besteht aus drei Gebäuden: dem 75 m hohen Jannowitz-Turm (Architekt David Chipperfield), dem Holzmarkt-Kontor (zwei übereinander gegensätzlich mäandrierenden S-förmigen Baukörpern mit einer Höhe von 45 m) und Holzmarktstraße 5, einem Gebäude, das an das benachbarte Baudenkmal (Nr. 10) angrenzt. Der erste Spatenstich erfolgte im Juni 2022.[6]
- 10: Mietshaus Holzmarktstraße 10 von 1885 (Baudenkmal).[7]
- 15–17: dreigliedriger Gebäudekomplex Trias, hier befindet sich der Hauptsitz der BVG.
- 25: genossenschaftliches Stadtquartier Holzmarkt 25.
- 33: Kultur- und Veranstaltungszentrum Radialsystem, es besteht aus der Maschinenhalle des ehemaligen Abwasserpumpwerks V (Baudenkmal)[8] sowie einem 2006 hinzugefügten neuen Gebäudeteil, der den Altbau einfasst und überbrückt.
- 51: Schwimmhalle Holzmarktstraße, 1976 eröffnet,[9] 2018 geschlossen, abgerissen, wird durch einen Neubau ersetzt.[10]
- 66: neben dem Grundstück befindet sich der Pfauenbrunnen.

## Verkehr
Die Holzmarktstraße verfügt in jeder Richtung über zwei Fahrstreifen. Die Buslinie 300 durchfährt die Straße in ganzer Länge.
Die nächstgelegenen Bahnhöfe sind der S- und U-Bahnhof Jannowitzbrücke sowie der S-, Regional- und Fernbahnhof Ostbahnhof.
Bis 1970 verkehrte die Straßenbahn auf der Holzmarktstraße.